# Rhusopus gonubiensis
Rhusopus gonubiensis är en insektsart som beskrevs av Webb 1983. Rhusopus gonubiensis ingår i släktet Rhusopus och familjen dvärgstritar. Inga underarter finns listade i Catalogue of Life.